# Colin Tennant (3e baron Glenconner)
Colin Christopher Paget Tennant, 3e baron Glenconner (1er décembre 1926 - 27 août 2010) est un aristocrate britannique. Il est le fils de Christopher Grey Tennant, 2e baron Glenconner, et de Pamela Winefred Paget. Il est également le neveu d'Edward Wyndham Tennant et de Stephen Tennant, et le demi-frère de la romancière Emma Tennant.
Avant d'accéder à la pairie en 1983, il a beaucoup voyagé, notamment en Inde et aux Antilles. Il est un mondain et un ami proche de la princesse Margaret, dont sa femme, Anne Coke, est une dame d'honneur. En 1958, il achète l'île de Moustique dans les Grenadines pour 45 000 £.

## Jeunesse
Colin Tennant est né le 1er décembre 1926, fils du second baron Glenconner. Sa mère Pamela est la fille de Richard Paget (2e baronnet). Après le divorce de ses parents en 1935, il fait ses études au Collège d'Eton ; mais, pendant des années, Tennant voit rarement son père. Les vacances d'Eton sont passées avec sa grand-mère maternelle, Muriel Paget, qui a détourné un train de la Crimée à la Sibérie pendant la Première Guerre mondiale pour sauver la vie de 70 nounous britanniques.
Après avoir terminé ses études à Eton, Tennant s'enrôle dans les Irish Guards, servant pendant la fin de la Seconde Guerre mondiale et atteignant le grade de lieutenant.
Après la guerre, il monte au New College d'Oxford. À Oxford, il acquiert la réputation d'être « terriblement gentil avec les filles ordinaires avec de belles manières et extrêmement guêpe envers les jolies avec des manières désagréables ».
Après avoir obtenu son diplôme, il travaille pour l'entreprise de négoce de la famille, C. Tennant, Sons & Co, et en même temps, commence à attirer l'attention des colonnes de potins en tant qu'escorte de la princesse Margaret. Au début des années 1950, il est souvent impliqué dans le théâtre amateur, en 1953, il participe, avec la princesse Margaret, à une mise en scène caritative d'une pièce d'Edgar Wallace La Grenouille. Tennant joue le rôle titre (un tueur en série) et la princesse est assistante à la mise en scène.
C'est au cours de cette période que Tennant est repéré comme un mari possible pour la princesse Margaret, qui a été publiquement blessée par l'impossibilité d'épouser le roturier divorcé Peter Townsend en 1953. Au cours de l'année suivante, il est contraint de démentir les articles de journaux selon lesquels il annoncerait sous peu ses fiançailles avec la princesse. La princesse Margaret rencontre son futur mari Antony Armstrong-Jones, qui est embauché pour prendre des photos de mariage lors du mariage de Tennant en 1956 avec Anne Coke.

## Île Moustique
Après avoir acheté l'île caribéenne de Moustique en 1958, Tennant construit un nouveau village pour ses habitants, plante des cocotiers, des légumes et des fruits et développe la pêche.
En 1960, le yacht royal britannique Britannia transporte la princesse Margaret et son nouveau mari, maintenant Lord Snowdon, lors d'une croisière de lune de miel dans les Caraïbes. Le couple royal se rend à Moustique pour accepter un cadeau de mariage de Tennant, un terrain sur lequel la princesse devait construire sa résidence de vacances, Les Jolies Eaux.
Le coût de fonctionnement de Moustique épuise la fortune familiale de Glenconner, et il est obligé d'engager des partenaires commerciaux. Finalement, il s'exile à Sainte-Lucie, où il construit, aidé d'investisseurs iraniens, et dirige pendant de nombreuses années le restaurant « Bang Between the Pitons ». Après environ trois ans, le restaurant, construit comme « une copie presque exacte de la scène de Messel pour la comédie musicale House of Flowers de Broadway des années 1950 », fait faillite. Il est finalement rouvert par la chaîne d'hôtels Hilton sous le nom de Jalousie Bar, qui fait partie du Jalousie Resort.
Glenconner et son implication dans Moustique fait l'objet de plusieurs documentaires. En 1971, il est interviewé par Alan Whicker pour un épisode de Whicker's World se déroulant sur l'île. En 2000, un documentaire de Joseph Bullman est réalisé, intitulé The Man Who Bought Mustique, qui comprenait la première visite de Glenconner à Moustique depuis son exil.

## Fin de carrière
En 1963, son père, le 2e baron Glenconner, vend l'entreprise familiale à Consolidated Gold Fields et Tennant hérite soudain d'un million de livres sterling. Au début, le père et le fils restent comme président et vice-président, mais après la retraite de son père en 1967, Tennant démissionne. Au fil des ans, les Tennants deviennent d'importants propriétaires fonciers ainsi que des industriels. Une partie de leurs terres se trouvait aux Antilles, dont 15 000 acres négligées à Trinidad à Trinité-et-Tobago.

## Famille et héritage
Le 21 avril 1956, Tennant épouse Anne Veronica Coke, la fille de Thomas Coke (5e comte de Leicester). Elle est l'une des demoiselles d'honneur de la reine Elisabeth II lors du couronnement de 1953 et est également une amie proche et une dame d'honneur de la sœur de la reine, la princesse Margaret.
Lord et Lady Glenconner ont cinq enfants, trois fils et des filles jumelles :
1. Charles Edward Pevensey Tennant (15 février 1957 – 19 octobre 1996). Il épouse Sheilagh Scott en 1993. Il devient héroïnomane et meurt de l'hépatite C. Son fils Cody Charles Edward Tennant (né le 2 février 1994) devient le 4e baron.
2. Henry Lovell Tennant (21 février 1960 – 1990 ; mort du SIDA), épouse en 1983 Teresa Cormack, leur fils, Euan Lovell Tennant (né en 1983) est l'héritier présomptif actuel de la baronnie[11]. Euan est marié à Helen Tennant [12]
3. Christopher Cary Tennant (né le 25 avril 1968). Il subit de graves lésions cérébrales dans un accident de moto en 1987. Il épouse Anastasia Papadakos en 1996, divorcé. Ils ont des filles Bella Tennant (née en 1997) et Demetra Tennant (née en 2000). Marié en secondes noces à Johanna Lissack Hurn le 11 février 2011[13],[14]
4. Flora May Tennant (née le 8 novembre 1970), filleule de la princesse Margaret. Elle se marie le 18 avril 2005 à Anton Ronald Noah Creasy. Ils ont une fille Honor Rose Creasy (née en 2006).
5. Amy Tennant (née le 8 novembre 1970)[15]

Colin Tennant hérite du titre de pairie et du titre de baronnet Tennant, ainsi que du domaine écossais familial de The Glen, en 1983, à la mort de son père. Le couple partage son temps entre sa maison à Sainte-Lucie et sa maison en Angleterre. Avec sa fille May et son mari Anton, Glenconner commence à développer la propriété Beau Estate entre les Pitons. Comme son fils aîné, Charles Edward Pevensey Tennant (1957-1996), est décédé avant lui, Glenconner est remplacé par son petit-fils, Cody Charles Edward Tennant (né le 2 février 1994).
En décembre 2009, Tennant, alors âgé de 83 ans, apprend qu'il est également le père du psychothérapeute londonien Joshua Bowler. La mère de Bowler, le mannequin des artistes et bohème Henrietta Moraes, est tombée enceinte à la suite d'un week-end passé avec Tennant après le bal du Nouvel An 1954 du Chelsea Arts Club. Cependant, elle n'a jamais parlé de la grossesse à Tennant et épouse l'acteur Norman Bowler sept mois plus tard; le couple divorce deux ans et demi plus tard. Après la mort de Moraes en 1999, Bowler décide d'enquêter sur sa filiation et écrit à Tennant après qu'un ami commun se soit rappelé avoir vu le jeune Tennant et Moraes quitter le bal de 1954 ensemble. Un test de paternité révèle que Tennant est bien le père de Bowler, une nouvelle que Tennant considère comme "assez magique".